# Odontochodaeus delphinensis
Odontochodaeus delphinensis là một loài bọ cánh cứng trong họ Ochodaeidae. Loài này được Paulian miêu tả khoa học đầu tiên năm 1959.